# Душанбинський зоопарк
Душанбинський зоопарк — зоопарк, розташований у столиці Таджикистану місті Душанбе; єдиний у країні.

## Загальні дані
Заснований у Душанбе в 1960 році зоопарк розташований на річці Лухоб на проспекті Ісмаїла Самані, поблизу Національного стадіону «Памір», і за площею дорівнює майже 2 стадіонам.
Душанбинський зоопарк є єдиним закладом в країні, який опікується розведенням і вивченням диких тварин у неволі.

## Опис

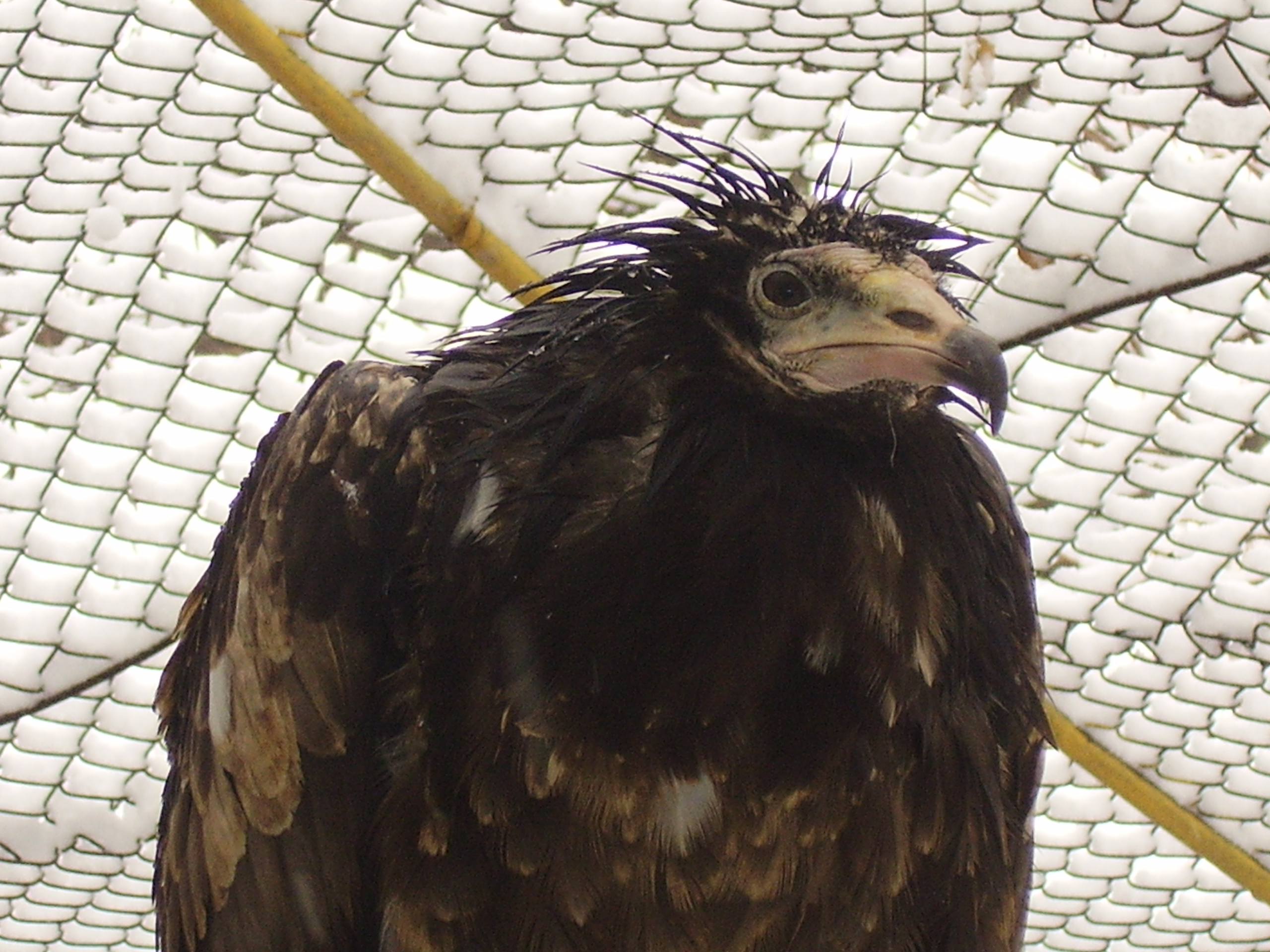
Пернатий мешканець Душанбинського зоопарку

У теперішній час у Душанбинському зоопарку перебувають близько 600 тварин. Тут представлені тварини як характерні для фауни країни, так і екзотичні види азійської та африканської фауни. З-поміж екзотів — деякі африканські та азійські примати. З великої сім'ї кошачих представлено самці та самиці левів, ягуарів і сніжних барсів. З місцевої фауни — бурий ведмідь, чорний ведмідь, двогорбий верблюд, осел, вовк, шакал, лисиця, єнот, а також деякі види птахів, наприклад, сова, стерв'ятник, беркут, сокіл. Також у зоопарку утримуються деякі рептилії — у тераріумі змії, каймани, ящірки тощо.
Жодна з тварин Душанбинського зоопарку не живе у своєму природному середовищі існування, усі містяться в клітках, які нерідко мають неприйнятні розміри. Умови зоопарку є дуже жорсткими для тварин, особливо в зв'язку з тим, що спеціалізованої медичної допомоги в закладі немає.

## З історії закладу
Душанбинський зоопарк був заснований у 1960 році. Станом на 1974 рік із 1 059 тваринами 254 видів світової фауни, зоопарк у Душанбе вважався одним з найкращих у Радянському Союзі. А відносно м'які кліматичні умови Душанбе дозволили утримувати в зоопарку просто неба тварин, що належать до видів тропічної фауни. До розпаду СРСР і здобуття незалежності (1991) зоопарк був однією з найбільших пам'яток у Душанбе. Зібрання тварин було великим і різноманітним, зокрема улюбленцями відвідувачів були 2 індійські слони на прізвиська Делі та Раджа.
Події, що послідували після здобуття незалежності, а саме Таджицька громадянська війна, що тривала до 1997 року, була значним випробовуванням і загрозою для нормального функціонування Душанбинського зоопарку, що позначилось на втратах у кількості утримуваних тварин, в тому числі і через економічні негаразди. Державне фінансування закладу більше не могло бути таким, як раніше. Співробітники та добровольці зоопарку боролися, в першу чергу, за своє власне виживання. Відтак, колись знаменитий зоопарк був занедбаний і поставлений перед необхідністю вибиратися з труднощів самотужки. Однак, оскільки Душанбинський зоопарк є єдиним державним закладом у цій сфері в країні, у теперішній час (від середини 2000-х років) державний контроль за ним відновлений
2006 року в Душанбинському зоопарку стався неприємний випадок, коли ведмідь погриз руку учня. Відтак таджицькі фахівці, притягнувши на допомогу спеціалістів з Black Pine Animal Sanctuary (Албійон/Albion, Індіана, США), розробили шляхи підвищення безпеки у зоопарку, а також покращення закладу в цілому. Робота з наставниками і спонсорськими організаціями, робота двох груп студентів у Душанбе та Албійоні мали наслідком отримання в 2007 році Душанбинським зоопарком гранту в розмірі 75 000 доларів США від Американської асоціації музеїв, який дозволив зоопарку розробити волонтерські програми, здійснити ремонт вольєрів, додати знаки, влаштувати садову зону, ділянку для пікніків і дитячий майданчик.

## Виноски
1. ↑  Botanical gardens and zoo. Архів оригіналу за 8 вересня 2015. Процитовано 6 червня 2010.
2. ↑  Elephants at Dushanbe Zoo in Tadjikistan. Архів оригіналу за 20 серпня 2010. Процитовано 6 червня 2010.
3. ↑  Dushanbe ZOO Park: Main/Volunteers[недоступне посилання з квітня 2019]